# Каса-де-Ханос
Каса-де-Ханос (исп. Casa de Janos) — посёлок в Мексике, входит в штат Чиуауа в составе муниципалитета Ханос. Численность населения, по данным переписи 2010 года, составила 399 человек.

## Географическое положение
Посёлок расположен на северо-западе штата Чиуауа, в 25 км к юго-западу от административного центра муниципалитета, посёлка Ханос. Абсолютная высота — 1480 метров.